# Strelitzia nicolai
Strelitzia nicolai, llamada a veces Ave del paraíso gigante, es una planta angiosperma típica de las áreas tropicales y subtropicales, perteneciente a la familia Strelitziaceae. 

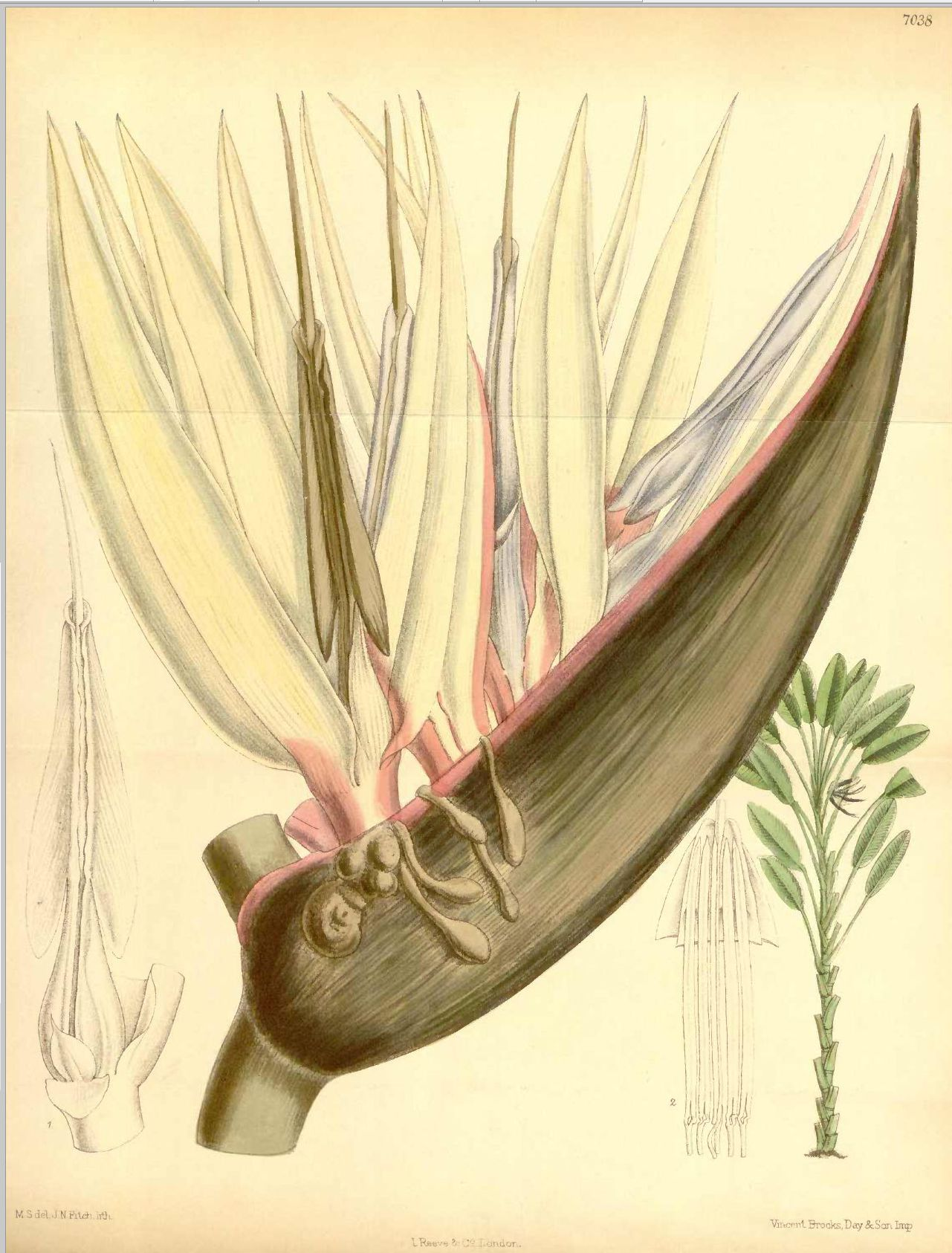
Ilustración

## Descripción
Es similar a la platanera (género Musa) pero con más altura y con la peculiaridad de que sus hojas sólo se abren en dos direcciones. En esta especie, la flor es más grande que en S. reginae y con colores morados y blancos. Se suele emplear en la decoración de jardines y parques por su belleza ornamental.

## Taxonomía
Strelitzia nicolai fue descrita por Regel & K.Koch y publicado en Gartenflora 7: 265, pl. 235, en el año 1858.
Sinonimia
- Strelitzia alba nicolai (Regel & K.Koch) Maire & Weiller
- Strelitzia quensonii Lem.[2]